# Jackson (Michigan)
Jackson è un comune degli Stati Uniti d'America, situato nello Stato del Michigan, nella contea di Jackson, della quale è anche il capoluogo. La città si trova circa 64 km a ovest di Ann Arbor e circa 56 km a sud di Lansing. È stata fondata nel 1829 dal Presidente Andrew Jackson.